# Sportåret 1886

## Händelser

### Baseboll
- 23 oktober - American Association-mästarna St. Louis Browns vinner World's Series med 4-2 i matcher över National League-mästarna Chicago White Stockings.[1]

### Boxning
- Okänt datum - Den första lättviktsvärldsmästaren blir Jack McAuliffe, allmänt erkänd efter vinst på KO i 21:a ronden mot Billy Frazier i Boston, Massachusetts, USA.  Lättviktare väger vid denna tid 130-135 pounds.  McAuliffe behåller titeln tills han 1893 drar sig tillbaka obesegrad 1893.[2]
- Nonpareil Dempsey behåller världsmästartiteln i mellanvikt då kan knockar ut George LaBlanche i en match om 13 ronder i Larchmont i New York, USA.[3]

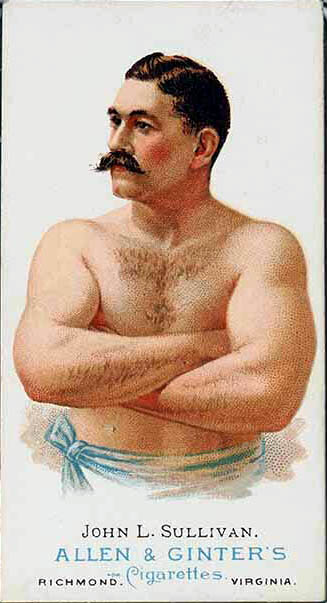
Ett kort på John L. Sullivan som följde med ett cigarettpaket 1886

- John L. Sullivan knockar ut Paddy Ryan i tredje ronden i San Francisco, Kalifornien, USA och behåller världsmästartiteln i tungviktsboxning.[4]

Världsmästarre
- Världsmästarre i tungvikt – John L. Sullivan
- Världsmästarre i mellanvikt – Nonpareil Dempsey
- Världsmästarre i lättvikt – Jack McAuliffe

### Cricket
- Okänt datum - Nottinghamshire CCC vinner County Championship [6].

### Hästsport
- 16 maj - Vid tolfte Kentucky Derby vinner Paul Duffy på ben Ali med tiden 3.36.5.[7]

### Rodd
- 3 april - Universitetet i Cambridge vinner universitetsrodden mot Oxfords universitet.

### Segling
- 11 september - Amerikanska Mayflower besegrar brittiska Genesta och vinner America's Cup.[7]
- Okänt datum - Öresjö SS, Borås äldsta idrottsklubb bildas.

## Födda
- 4 februari - Sune Almkvist, svensk bandyspelare.
- 12 mars - Vittorio Pozzo, italiensk fotbollstränare.
- 1 december - Erik Börjesson, svensk fotbollsspelare.
- 18 december - Ty Cobb, amerikansk basebollspelare.

### Fotnoter
1. ↑  ”Charlton's Baseball Chronology - 1886” (på engelska). Charlton's Baseball Chronology. Arkiverad från originalet den 17 oktober 2007. https://web.archive.org/web/20071017224838/http://www.baseballlibrary.com/chronology/byyear.php?year=1886. Läst 25 juli 2015.
2. ↑  Cyber Boxing Zone – Jack McAuliffe.  läst 13 november 2009.
3. ↑  Cyber Boxing Zone – Jack Nonpareil Dempsey.  läst 13 november 2009.
4. ↑  Cyber Boxing Zone – John L Sullivan. läst 13 november 2009.
5. ↑  ”Cyber Boxing Zone”. Arkiverad från originalet den 20 juni 2009. https://www.webcitation.org/5hg1si20f?url=http://www.cyberboxingzone.com/boxing/pastchp.htm. Läst 17 juni 2009.
6. ↑  En inofficiell titel fram till december 1889 då första officiella County Championship spelades.
7. 1 2  ”Chronology of Sports”. Arkiverad från originalet den 4 oktober 2011. https://web.archive.org/web/20111004142142/http://worldtimeline.info/sports/spor1880.htm. Läst 18 juli 2011.